# 내인성 물질
내인성 물질은 외부에서 일부러 투여하지 않아도 이와 유사하거나 동등한 작용을 하는 신체내 생리 반응에 의해 몸 안에서 생성되는 물질을 가리킨다.

## 내인성 물질
인간을 포함한 동물들에서 내인성 대마성분(內因性大麻成分)인 내인성 카나비노이드(內因性 cannabinoide)나 엔도르핀(Endorphin)등 오피오이드 펩타이드(opioid peptide)가 내인성 물질로 연구 보고된바있다. 또한 신약 개발에서 내인성 카테콜아민이 고려되기도 한다.

## 같이 보기
- 신경전달물질
- 생리활성물질
- 위약